# Direita envergonhada
Direita envergonhada (no original, abashed right) é uma expressão criada por Timothy Power em 2000 no livro The Political Right in Postauthoritarian Brazil: Elites, Institutions, and Democratization para descrever a direita no Brasil após a redemocratização.

## História
Após o fim da ditadura militar no Brasil, muitos dos antigos membros da Aliança Renovadora Nacional (ARENA) e do Partido Democrático Social (PDS), especialmente os políticos ligados a José Sarney, criaram novos partidos ou migraram para outros já existentes, incluindo os de oposição, como o Partido de Frente Liberal (PFL) e o Partido do Movimento Democrático Brasileiro (PMDB). Esses políticos adotaram um discurso mais brando e se definiam como sendo de "centro", por haver um consenso democrático e antiautoritário no país, incluindo entre a elite. Em 1987, a Assembléia Constituinte era formada por 5% dos deputados de extrema-esquerda, 52% de centro-esquerda, 37% de centro e 6% à direita, com ninguém se definindo como de extrema-direita. Entre 1990 e 2009, 88% dos parlamentares se posicionaram à esquerda, enquanto apenas 13,5% se posicionaram à direita. Ou seja, em tese, o Brasil pós-ditadura seria um país onde a direita praticamente não existia.
De acordo com Timothy Power, este fenômeno ocorreu pela transição democrática ser conservadora, ou seja, não punir os militares culpados pelos crimes ocorridos durante o regime anterior e manter as antigas elites no poder, mas com um verniz democrático. Com isso, iniciou-se um processo de esquecimento do passado recente. Outro fator importante foi a dissolução da União Soviética, que tornou a distinção entre esquerda e direita menos nítida.
Em 1989, Enéas Carneiro criou o Partido de Reedificação da Ordem Nacional (PRONA) e se lançou como candidato ao presidente do Brasil. Até à sua extinção, em 2006, o partido foi o maior representante da extrema-direita brasileira, apesar de se definir como sendo de centro.
Foi especulado que este fenômeno duraria por um curto período de tempo, mas ele perdurou por mais de uma década. Porém, ele se enfraqueceu com a atuação da bancada BBB nos governos do Partido dos Trabalhadores (PT). Políticos como Marco Feliciano, Celso Russomano e Jair Bolsonaro passaram a se posicionar publicamente como conservadores.
Para Leonardo Avritzer, a direita envergonhada acabou em 2013, com o surgimento do Movimento Brasil Livre (MBL) e outros movimentos da Nova Direita.

## Características
- Adoção de nomes partidários que são associados como movimentos de esquerda ou progressistas
- Auto-identificação como "centro" ou "moderado" no espectro político
- Promoção de políticas que são consideradas de direita
- Oposição a leis e emendas parlamentares que institucionalizam o papel dos partidos políticos[1]

## Exemplos

### Partidos
- Partido Democrático Social (PDS)[1]
- Partido  da  Frente  Liberal  (PFL)
- Partido de Reedificação da Ordem Nacional (PRONA)[2]

### Pessoas
- Enéas Carneiro[2]